# Himla Soodyall
Himladevi Soodyall, meist Himla Soodyall, (* 1963 in Durban) ist eine südafrikanische Genetikerin.

## Leben
Soodyall wurde 1963 in Durban, Südafrika, geboren und besuchte dort die Gandhi-Desai High School. Im Anschluss erwarb sie einen Bachelor an der Universität von Durban-Westville. 1986 zog sie nach Johannesburg, um ein Masterstudium in Biotechnologie an der Witwatersrand-Universität aufzunehmen, welches sie erfolgreich abschloss. 1987 schloss sie sich dem South African Institute for Medical Research (SAIMR) an. Im Jahr 1993 wurde sie im Fachbereich Human Population and Evolutionary Genetics an der Witwatersrand-Universität promoviert.
Sie gewann in der Folge ein Stipendium der National Institutes of Health aus den USA und verbrachte daraufhin vier Jahre an der Pennsylvania State University, wo sie postdoktorale Studien betrieb. Im Jahr 1996 kehrte sie nach Südafrika zurück und erhielt ein eigenes Labor am SAIMR, in welchem sie Forschungen für die Abteilung Humangenetik durchführte. Der Schwerpunkt ihrer Forschung lag darin, durch mikrobiologische Untersuchungen das Genom heute lebender Menschen zu erforschen und daraus Rückschlüsse auf die Evolutionsgeschichte des Menschen zu ziehen. Sie wurde für ihre Arbeit mehrfach ausgezeichnet und 2001 zur Direktorin des Instituts Human Genomic Diversity and Disease Research Unit der Witwatersrand-Universität ernannt. Im Jahr 2003 trat sie auch der Academy of Science South Africa (ASSAf) bei.
Im Jahr 2005 wurde sie für das internationale The Genographic Project als Studienleiterin in Subsahara-Afrika ausgewählt. Das fünfjährige Projekt der National Geographic Society hatte zum Ziel, die Migrationsgeschichte der Menschheit zu kartografieren, indem DNA-Proben von Ureinwohnern aus Ländern aller fünf Kontinente gesammelt und analysiert wurden. Mit ihrer Arbeit konnte Soodyall wegweisende Erkenntnisse über die Humanevolution in Subsahara-Afrika hervorbringen. Einige der von ihr gesammelten DNA-Proben stellen das älteste, bis dato erfasste Genmaterial von noch lebenden Menschen dar. Im Anschluss an die Studie setzte sie ihre Tätigkeit als Forscherin und außerordentliche Professorin an der Witwatersrand-Universität fort. Im Jahr 2011 wurde sie in den Rat der ASSAf gewählt und 2014 zur Generalsekretärin ernannt. In dieser Funktion entwickelte sie die Akademie strategisch weiter und setzte sich stark für die Förderung von Nachwuchswissenschaftlern ein. Im Jahr 2018 trat sie die Stelle als Vorstandsvorsitzender der ASSAf an.

## Auszeichnungen und Ehrungen
- 1999 President’s Award, NRF und Forschungspreis des Vice-Chancellor ihrer Universität.[1]
- 2005 Order of Mapungubwe in Bronze für herausragende Beiträge im Bereich Naturwissenschaften.[5]
- 2012 Gabriel Ward Lasker Prize für das beste Studienpaper Mitochondrial DNA Variation in the Khoe-San, Human Biology.[5]
- 2017 Rating als eine der zehn sichtbarsten Wissenschaftler in Südafrika, Centre for Research on Evaluation, Science and Technology, Stellenbosch University.[5]
- 2017 Aufnahme in das Buch Legends of South African Science, ASSAf.[6]
- 2022 Mitglied der National Academy of Sciences

## Werke
- Kapitel Reflections and Prospects for Anthropological Genetics in South Africa, In: Genetic Nature/Culture: Anthropology and Science beyond the Two-Culture Divide, Alan H. Goodman, Deborah Heath und M. Susan Lindee (Hrsg.), University of California Press, 2003, ISBN 9780520237933.
- A Walk in the Garden of Eden. Genetic trails into our African past, HSRC Press, 2003, ISBN 0796920214.
- The Prehistory of Africa: Tracing the Lineage of Modern Man, Jonathan Ball Publishers, 2006, ISBN 1868422461.